# غرموك (كاهشنغ)
غرموك (بالفارسية: گرموک) هي مستوطنة تقع في إيران في قسم كاهشنغ الريفي.